# Illela (Nigeria)
Illela è una città della Repubblica Federale della Nigeria appartenente allo Stato di Sokoto.
È il capoluogo dell'omonima area a governo locale (local government area) che si estende su una superficie di 1.246 km² e conta una popolazione di 150.489 abitanti.